# Kilian Baumann

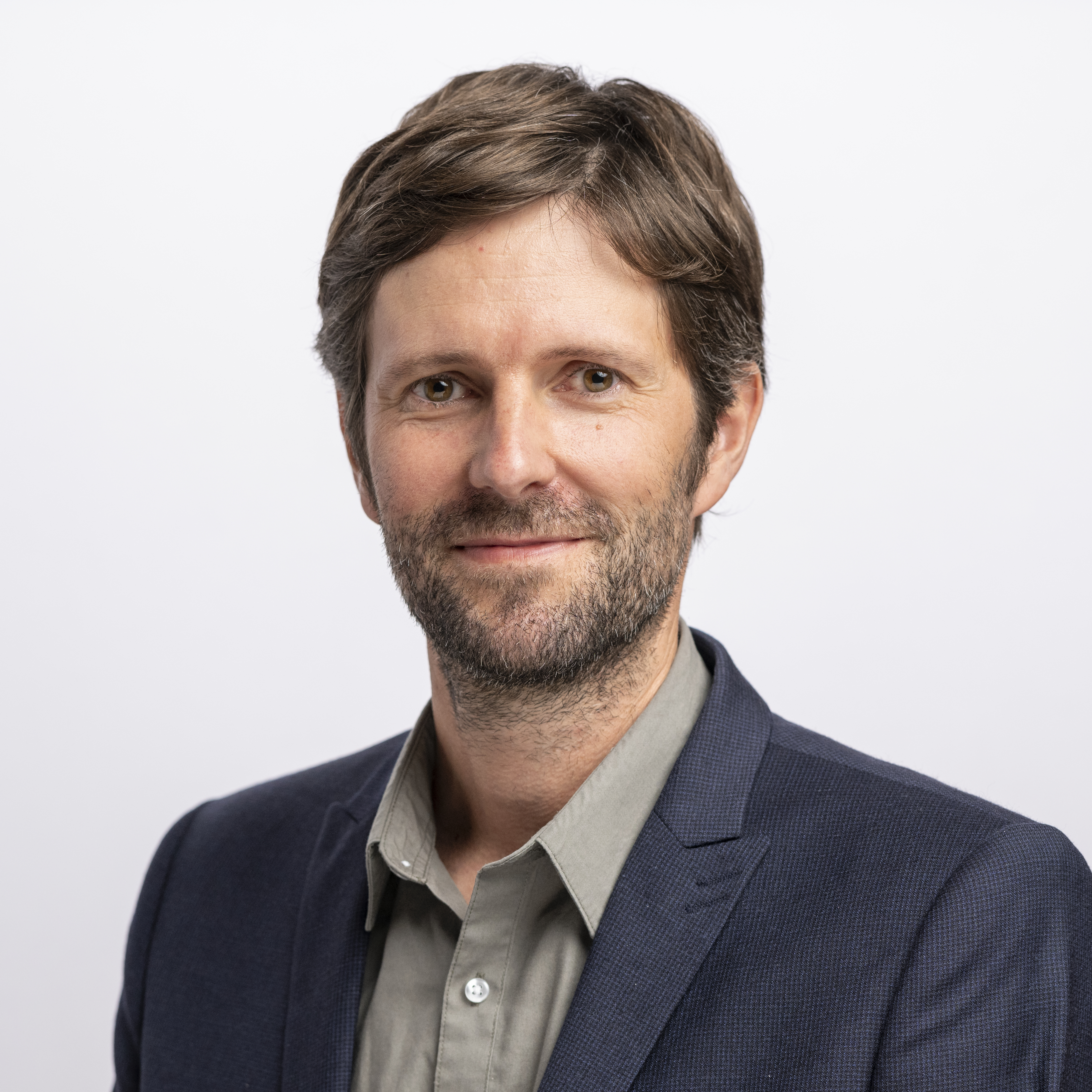
Kilian Baumann (2023)

Kilian Baumann (* 14. Dezember 1980 in Bern; heimatberechtigt in Wileroltigen) ist ein Schweizer Politiker (Grüne).

## Leben
Kilian Baumann ist der Sohn von Ruedi und Stephanie Baumann, dem ersten Nationalrats-Ehepaar der Schweiz, und der jüngere Bruder des Filmemachers Simon Baumann. Nach dem Besuch der Volksschule absolvierte er eine Lehre zum Landwirt und übernahm 2001 den elterlichen Betrieb in Suberg. Kilian Baumann lebt in Partnerschaft und ist Vater von drei Kindern.

## Politik

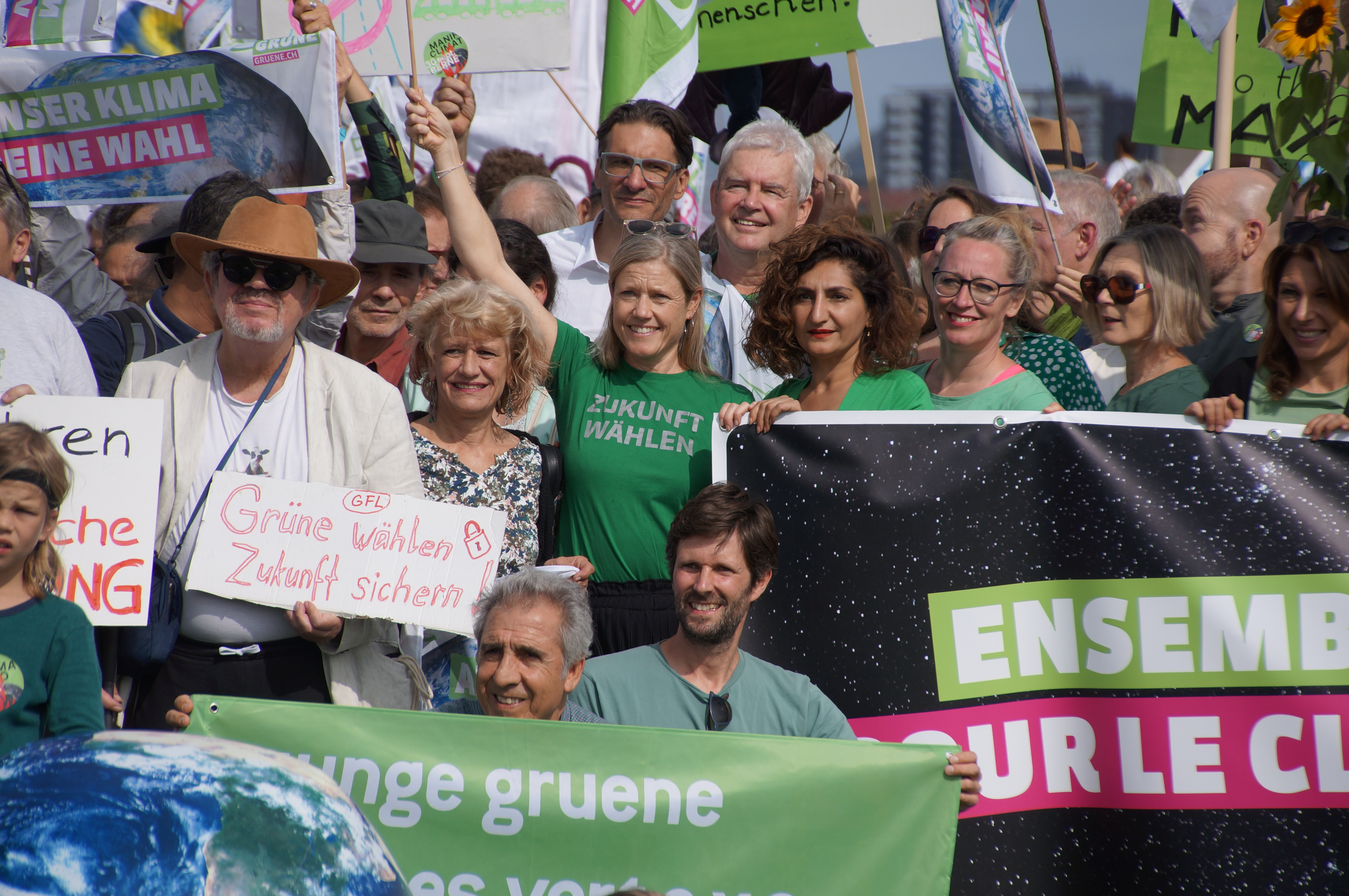
Kilian Baumann 2023 inmitten von weiteren Grünen (vorne Mitte)

2014 wurde Baumann für die Grüne Partei in den Grossen Rat des Kantons Bern gewählt, wo er von 2014 bis 2018 der Justizkommission und ab 2017 der Bau-, Energie-, Verkehrs- und Raumplanungskommission angehörte. 2018 wurde er wiedergewählt und gehörte bis zu seinem Rücktritt aus dem Grossen Rat im November 2019 weiter der Bau-, Energie-, Verkehrs- und Raumplanungskommission an. Bei den nationalen Parlamentswahlen vom 20. Oktober 2019 wurde Baumann für die Grünen in den Nationalrat gewählt und bei den Parlamentswahlen vom 22. Oktober 2023 in seinem Amt bestätigt. Er ist Mitglied der Kommission für Wirtschaft und Abgaben.
Baumann ist Vorstandsmitglied der Grünen Seeland und der Kleinbauern-Vereinigung. Er war Stiftungsrat der Stiftung Von Rütte-Gut in Sutz-Lattrigen und Schulratsmitglied des Berufs- und Weiterbildungszentrums (BWZ) in Lyss. 2021 wurde er zum Präsidenten der Kleinbauern-Vereinigung gewählt. Des Weiteren ist er Mitglied des Patronatskomitees von Aqua Viva.